# Daniel Høegh
Daniel Høegh (* 6. Januar 1991 in Odense) ist ein dänischer Fußballspieler, der aktuell beim Randers FC unter Vertrag steht.

## Vereine

### Odense BK
Høegh durchlief von 2004 bis 2010 sämtliche Juniorenabteilungen des Odense BK. Sein Debüt für die erste Mannschaft gab er am 30. August 2010 am 7. Spieltag gegen FC Midtjylland, das mit 2:1 endete.

### FC Basel
Am 2. Juni 2015 gab der FC Basel die Verpflichtung von Høegh bekannt. Er unterzeichnete einen Vertrag über vier Jahre bis Juli 2019. Er ist nach Eigil Nielsen (1974–1978), Brian Bertelsen (1990–1991) und Lars Olsen (1994–1996) der vierte dänische Fußballer, der für den FC Basel spielt. Unter Trainer Urs Fischer gewann Høegh am Ende der Meisterschaft 2015/16 und der Meisterschaft 2016/17 den Meistertitel mit dem FCB. Für den Club war es der 8. Titel in Serie und insgesamt den 20. Titel in der Vereinsgeschichte. Der Verein gewann auch den Pokalwettbewerb am 25. Mai 2017 mit drei zu null gegen Sion und somit das Double.

### SC Heerenveen
Mitte Juni 2017 wechselte er zur neuen Saison zum niederländischen Verein SC Heerenveen. In der Saison 2017/18 wurde er in allen 34 Ligaspielen eingesetzt, bei denen zwei Tore schoss. Hinzu kamen zwei Pokalspiele und zwei Play-off-Spiele mit einem Tor. In der nächsten Saison waren es 31 Ligaspiele mit zwei Toren und drei Pokalspielen. In der Saison 2019/20 waren es nur 4 von 26 Ligaspielen bis zum Abbruch der Saison infolge der COVID-19-Pandemie sowie zwei Pokalspiele mit einem Tor.

### Dänische Vereine
Anfang Oktober 2020, kurz vor Ende des infolge der COVID-19-Pandemie verlängerten Transferfensters, wechselte Høegh zurück nach Dänemark zum FC Midtjylland. Für Heerenveen hatte er in dieser Saison noch nicht gespielt. In seiner ersten Saison für Midtjylland bestritt Høegh lediglich 4 von 28 möglichen Ligaspielen. Hinzu kam ein Spiel in der Champions League und vier Pokalspiele mit einem Tor. Im Januar 2021 wurde sein ursprünglich nur bis zum Ende der Saison 2020/21 bis zum Ende der Saison 2023/24 verlängert.
In der nächsten Saison waren es 19 von 32 Ligaspielen sowie zwei Spiele im Europapokal. Zudem bestritt er drei Pokalspiele und trug somit dazu bei, dass Midtjylland den dänischen Pokal 2022 gewann.
Mitte Juli 2022 wechselte er zum Ligakonkurrenten Randers FC.

## Nationalmannschaft
Nach Einsätze für die dänischen Nachwuchs-Nationalmannschaft war sein einziger Einsatz für die A-Nationalmannschaft am 26. Januar 2013 im Rahmen eines Freundschaftsspiels gegen Kanada.

## Titel und Erfolge
FC Basel
- Schweizer Meister: 2016, 2016/17
- Schweizer Cupsieger: 2016/17

FC Midtjylland
- dänischer Pokalsieger: 2021/22